# Рівнобедрений прямокутний трикутник

Рівнобедрений прямокутний трикутник

Описане та вписане коло у рівнобедреному прямокутному трикутнику. Відстань між центрами кіл однакова.

Рівнобедрений прямокутний трикутник і рівнобедрений трикутник з рівними описаним і вписаним колом і однаковій відстані між їх центрами.

Рівнобе́дрений прямоку́тний трику́тник — це особливий випадок рівнобедреного і прямокутного трикутника, у якому внутрішній кут дорівнює 45°:
{\displaystyle \alpha =\beta =45^{\circ }={\frac {\pi }{4}}\!\,,}
третій внутрішній кут є прямим:
{\displaystyle \gamma =180^{\circ }-2\alpha =90^{\circ }={\frac {\pi }{2}}\!\,,}
так що внутрішні кути відносяться як 1 : 1 : 2.
Бічні сторони трикутника дорівнюють:
{\displaystyle a=b={\frac {c{\sqrt {2}}}{2}}\!\,,}
основа дорівнює:
{\displaystyle c=a{\sqrt {2}}\!\,,}
тому сторони відносяться як 1 : 1 : √2. Бічні сторони є катетами, основа є гіпотенузою.
Чотири таких трикутники утворюють квадрат, у яких основа така ж, як квадрат площі. Якщо основа дорівнює діагоналі квадрата, то квадрат складається з двох таких трикутників.
Висота, проведена до гіпотенузи, дорівнює її половині:
{\displaystyle v_{c}={\frac {a{\sqrt {2}}}{2}}={\frac {c}{2}}=R\!\,,}
де R — радіус описаного кола.
У евклідовій геометрії трикутники з такими внутрішніми кутами є єдиними можливими трикутниками, які є одночасно прямокутними і рівнобедреними. У сферичній та гіперболічній геометрії існує нескінченно багато форм прямокутного рівнобедреного трикутника.

## Периметр
Периметр рівнобедреного прямокутного трикутника:
{\displaystyle P=a+b+c=a(2+{\sqrt {2}})\!\,.}

## Площа
Площа рівнобедреного прямокутного трикутника:
{\displaystyle S={\frac {a^{2}}{2}}={\frac {c^{2}}{4}}\!\,.}
Площу рівнобедреного прямокутного трикутника можна подати за допомогою формули Герона:
{\displaystyle S={\sqrt {p(p-a)^{2}(p-a{\sqrt {2}})}}\!\,,}
де p — півпериметр рівнобедреного прямокутного трикутника:
{\displaystyle p={\frac {P}{2}}=a\left(1+{\frac {\sqrt {2}}{2}}\right)\!\,.}

## Загальні характеристики

### Описане і вписане коло
Рівнобедрений прямокутний трикутник, як і всі трикутники, є біцентричним. У ньому:
| {\displaystyle r\!\,} | {\displaystyle R\!\,}                                                                   | {\displaystyle a\!\,}                                                                  | {\displaystyle c\!\,}                                           |
| {\displaystyle R\left({\sqrt {2}}-1\right)={\frac {a}{2}}\left(2-{\sqrt {2}}\right)={\frac {c}{2}}\left({\sqrt {2}}-1\right)\!\,} | {\displaystyle {\frac {r}{{\sqrt {2}}-1}}={\frac {a}{2}}{\sqrt {2}}={\frac {c}{2}}\!\,} | {\displaystyle {\frac {2r}{2-{\sqrt {2}}}}=R{\sqrt {2}}={\frac {c}{2}}{\sqrt {2}}\!\,} | {\displaystyle {\frac {2r}{{\sqrt {2}}-1}}=2R=a{\sqrt {2}}\!\,} |

Тут r — радіус вписаного кола, R — радіус описаного кола, a — довжина катетів та c — довжина основи рівнобедреного прямокутного трикутника.
Відстань між центрами вписаного та описаного кіл d дорівнює радіусу вписаного кола r і дається рівнянням Ейлера:
{\displaystyle d^{2}=R(R-2r)={\frac {a^{2}}{2}}\left(3-2{\sqrt {2}}\right)\!\,}
{\displaystyle d=r={\frac {a}{2}}\left(2-{\sqrt {2}}\right)=a{\sqrt {{\frac {1}{2}}\left(3-2{\sqrt {2}}\right)}}\approx 0,2928932\,a\!\,.}
Рівнобедрений трикутник, що має те саме описане і вписане коло і однакову відстань між їх центрами ({\displaystyle d=r\,}), має кути:
{\displaystyle \alpha =\beta =\operatorname {arc\,tg} {\frac {4-{\sqrt {2}}}{{\sqrt {2}}{\sqrt {8{\sqrt {2}}-11}}}}\approx 72,968751^{\circ }\!\,,}
{\displaystyle \gamma =180^{\circ }-2\alpha \approx 34,062496^{\circ }\!\,.}

### Теорема Піфагора для рівнобедреного прямокутного трикутника
Квадрат гіпотенузи дорівнює подвоєнному квадрату катета:
{\displaystyle c^{2}=2a^{2}}